# لوک جونز (بازیکن فوتبال)
لوک جونز (انگلیسی: Luke Jones؛ زادهٔ ۱۰ آوریل ۱۹۸۷) بازیکن فوتبال اهل بریتانیا است.
از باشگاه‌هایی که در آن بازی کرده‌است می‌توان به باشگاه فوتبال فارست گرین راورز، باشگاه فوتبال استیونج، باشگاه فوتبال بلکبرن روورز، باشگاه فوتبال سرکل بروژ، باشگاه فوتبال تاموورث، باشگاه فوتبال کیدرمینستر هاریرس، باشگاه فوتبال شروزبری تاون، باشگاه فوتبال اشتون یونایتد، و باشگاه فوتبال منزفیلد تاون اشاره کرد.